# Náchod
Náchod là một thị trấn thuộc huyện Náchod, vùng Královéhradecký, Cộng hòa Séc.